# Rosenringtrogon
Rosenringtrogon (Harpactes diardii) är en fågel i familjen trogoner inom ordningen trogonfåglar.

## Utseende
Rosenringtrogon är en 34 cm lång fågel. Hanen har svårt på huvud och övre delen av bröstet med purpurblå orbitalring, rödbrunt på bakre delen av hjässan och lysande rosa nackkrage. Undersidan är scharlakansröd på buk och undergump, avgränsat mot det svarta bröstet av en ljusrosa linje. På stjärtens undersida syns svartaktiga marmoreringar på vit botten. Ovansidan är ljusbrun. Honan är mer färglöst brunaktig på huvud och bröst, medan undersidan är ljusare rosaröd.

## Utbredning och systematik
Rosenringtrogon delas in i tre underarter med följande utbredning:
- Harpactes diardii sumatranus – förekommer på södra thailändska halvön, Malackahalvön, Sumatra och i Linggaöarna
- Harpactes diardii diardii – förekommer på Borneo och Bangka

## Status
Rosenringtrogon är en vida spridd fågel, men tros minska kraftigt i antal till följd av omfattande skogsavverkningar i dess levnadsområde. Internationella naturvårdsunionen IUCN kategoriserar arten som nära hotad.

## Namn
Fågelns vetenskapliga artnamn hedrar Pierre Médard Diard (1795-1863), fransk zoolog och samlare av specimen i Nederländska Ostindien. Tidigare kallades den diardtrogon även på svenska, men justerades 2023 till ett enklare och mer informativt namn av BirdLife Sveriges taxonomikommitté.